# Lago (singolo)
Lago è un brano musicale del cantautore Giò Sada, estratto con terzo singolo dall'album di debutto Volando al contrario. Il singolo è stato pubblicato il 17 marzo 2017.

## Il brano
Il brano affronta il tema dell'amicizia ed è stato scritto da Giò Sada con l'amico Matteo Palieri. Palieri ha composto la musica mentre Giò Sada si è occupato del testo. Riguardo al brano il cantante su Facebook ha dichiarato:

## Video musicale
Il videoclip che accompagna il singolo è stato girato a Los Angeles.

## Tracce
1. Lago – 3:39 (testo: Giò Sada – musica: Matteo Palieri)